# U Miličovska
U Miličovska este o arie protejată (arie specială de conservare — SAC, sit de importanță comunitară — SCI) din Republica Cehă întinsă pe o suprafață de 6,08 ha, integral pe uscat.

## Localizare
Centrul sitului U Miličovska este situat la coordonatele 49°24′57″N 15°23′50″E / 49.415833°N 15.397222°E.

## Înființare
Situl U Miličovska a fost declarat sit de importanță comunitară în mai 2016 pentru a proteja 1 specie de animale. Situl a fost protejat și ca arie specială de conservare în septembrie 2018.

## Biodiversitate
Situată în ecoregiunea continentală, aria protejată conține 1 habitat natural: Mlaștini turboase de tranziție și turbării mișcătoare.
La baza desemnării sitului se află o specie protejată de  nevertebrate: Vertigo geyeri.